# Hästpojken (film)
Hästpojken är titeln på en självbiografisk bok och en dokumentärspelfilm som följer Rupert Isaacson och hans fru som försöker att hitta bot för sin autistiske son Rowan. Efter att ha upptäckt att Rowans tillstånd tycks kunna förbättras genom kontakt med hästar och andra djur, lämnar familjen sitt hem i Texas och åker iväg på en mödosam resa för att söka hjälp från de traditionella shamanerna i Mongoliet. Boken och filmen följer familjen när de reser via Storbritannien med flyg, skåpbil och häst i ett försök att behandla pojkens tillstånd med shamansk healing.

## Bok
Hästpojken: en fars kamp för att hjälpa sin son (originaltitel: The Horse Boy: A Father's Quest to Heal His Son), är en bok om familjens erfarenheter, skriven av Rupert Isaacson, som gavs ut av Ica Bokförlag år 2009. Boken var en New York Times-bästsäljare.

## Film
Filmen regisserades av Michel Orion Scott och distribueras av Zeitgeist Films.